# 무상교육
무상교육(無償敎育, 영어: free education)은 학생에게 일체의 경비를 부담하게 하지 않고 무료로 실시하는 교육이다.
일반적으로 의무교육을 실시하는 과정에서 제도화하는 경우가 많다. 그러나 의무교육이 반드시 무상교육과 일치하는 것은 아니며 대개 공립 초등학교에서 실시하는 경향이 많다. 무상교육 정도는 해당 국가의 정치·경제·사회·문화적 형편에 따라 다르지만 최소한 입학금과 수업료를 면제한다는 점에서는 공통적이다.
한국의 경우, 헌법 의무 은지을 명기하였다. 그러나 실제로는 입학금과 수업료의 면제뿐만 아니라, 교과서 무상공급 및 학교급식·육성회비의 국고전환 등도 이루어지고 있다. 초등학교 무상 의무교육은 1959년부터 실시되었다.
1985년부터는 도서·벽지 지역의 중학교 무상 의무교육을 실시하였고, 이어 1994년부터는 읍·면 지역까지 확대하였다. 또 2002년부터는 이를 전국적으로 확대해 신입생부터 3년에 걸쳐 단계적으로 실시된 뒤 2005년에는 3학년까지 전면 실시되었다. 이에 따라 중학생의 연간 수업료와 입학금, 육성회비와 같은 학교운영지원비 등이 면제되지만 교과서 값과 급식비, 가방비, 학용품비 등은 학부모가 부담해야 한다.
2019년 2학기부터 고등학생 3학년부터 고등학교 무상교육이 시작되었으며 3년에 걸쳐 단계적으로 실시된 뒤 2021년에는 1학년까지 전면 실시되었다. 이에 따라 고등학교 전 학년(1~3학년) 재학생들은 입학금·수업료·학교운영지원비·교과서비 등이 면제되었다.
다만, 자율형사립고, 일부 사립 특수목적 고등학교는 고교 무상교육 대상에서 제외되었다.

## 같이 보기
- 의무교육
- 무상급식
- 독일의 교육